# Start Czarnomorsk
Start Czarnomorsk (ukr. Футбольний клуб «Старт» Чорноморськ, Futbolnyj Kłub "Start" Czornomorśk) – ukraiński klub piłki nożnej plażowej, mający siedzibę w mieście Czarnomorsk.

## Historia
Chronologia nazw:
- 2004: Start Illicziwśk (ukr. «Старт» Іллічівськ)
- 2016: Start Czarnomorsk (ukr. «Старт» Чорноморськ)

Klub piłkarski Start Illicziwśk został założony w Czarnomorsku (do 2016 Illicziwśk) w 2004 roku i reprezentował właścicieli, którzy posiadali również kawiarnię o identycznej nazwie "Start". W 2007 debiutował w rozgrywkach Wyszczej lihi mistrzostw Ukrainy Beach Soccera. W 2010 został finalistą Superpucharu Ukrainy Beach Soccera. W 2016 roku po zmianie nazwy miasta przyjął nazwę Start Czarnomorsk.

## Barwy klubowe
| Czerwony | Biały |

## Sukcesy

### Trofea międzynarodowe
Nie uczestniczył w rozgrywkach europejskich (stan na 31-05-2018).

### Trofea krajowe
| \| \| Zdobyte trofea w rozgrywkach Ukrainy (stan na: 31-12-2018) \| |                                                            |      |          |
| Rozgrywki                                                           | Osiągnięcie                                                | Razy | Sezon(y) |
| · Mistrzostwo                                                       | I miejsce                                                  | 0    |          |
| · Mistrzostwo                                                       | II miejsce                                                 | 0    |          |
| · Mistrzostwo                                                       | III miejsce                                                | 0    |          |
| · Mistrzostwo                                                       | 5.miejsce                                                  | 1    | 2008     |
| Puchar                                                              | zdobywca                                                   | 0    |          |
| Puchar                                                              | finalista                                                  | 0    |          |
| · Superpuchar                                                       | zdobywca                                                   | 0    |          |
| · Superpuchar                                                       | finalista                                                  | 1    | 2010     |
| II liga                                                             | I miejsce                                                  | 0    |          |
| II liga                                                             | II miejsce                                                 | 0    |          |
| II liga                                                             | III miejsce                                                | 0    |          |
| Ukraina                                                             | Zdobyte trofea w rozgrywkach Ukrainy (stan na: 31-12-2018) |      |          |